# بيتر جوناس بيرغيوس
بيتر جوناس بيرغيوس (بالسويدية: Peter Jonas Bergius)‏ (و. 1730 – 1790 م) هو عالم نبات، وطبيب سويدي، ولد في ستوكهولم، كان عضوًا في الجمعية الملكية، والأكاديمية الأمريكية للفنون والعلوم، والأكاديمية الملكية السويدية للعلوم، والأكاديمية الألمانية للعلوم ليوبولدينا، توفي في ستوكهولم، عن عمر يناهز 60 عاماً.

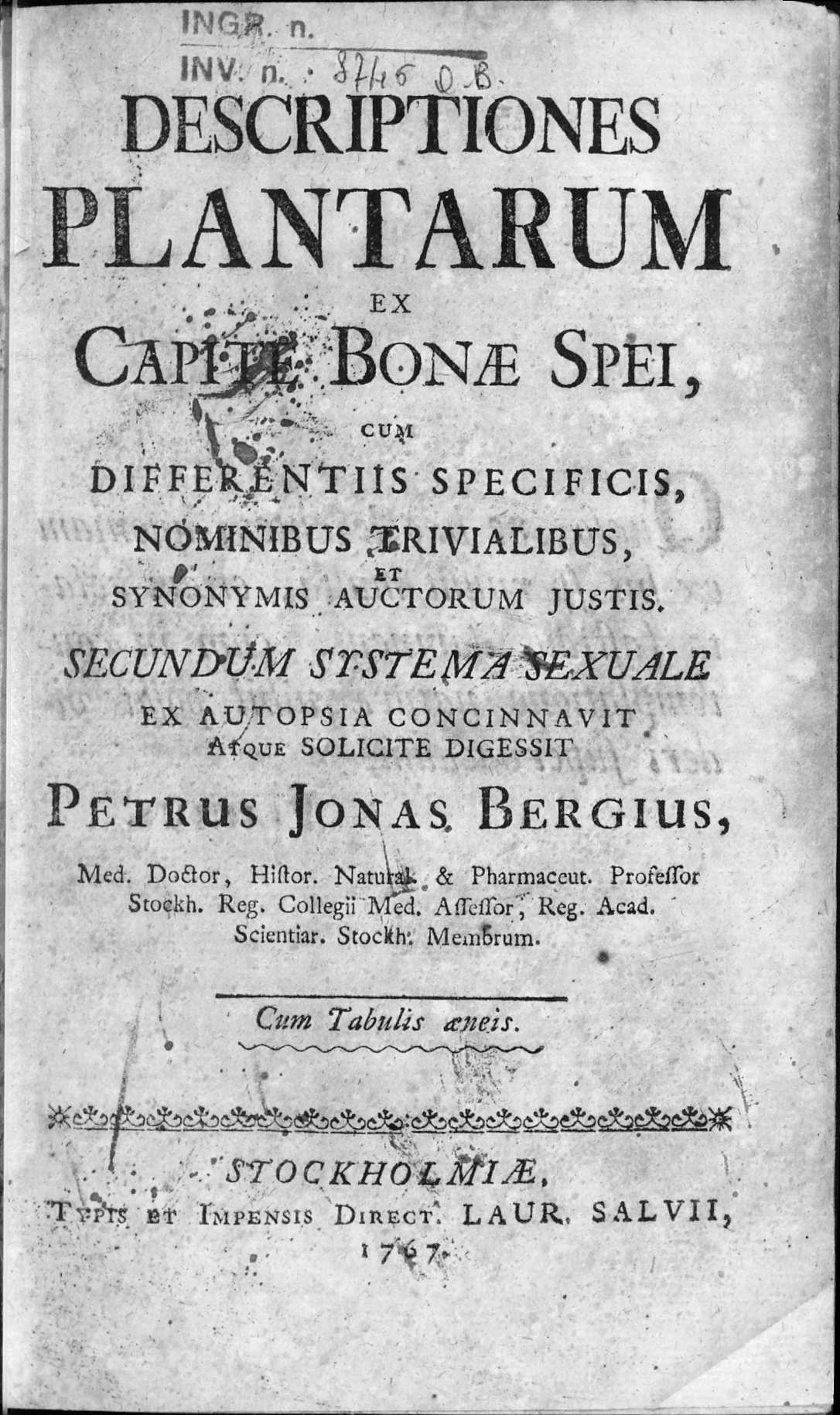
Descriptiones plantarum ex Capite Bonae Spei, 1767

## جوائز
حصل على جوائز منها:
- زميل الأكاديمية الأمريكية للفنون والعلوم.